# مقاطعة سيكوياه (أوكلاهوما)
مقاطعة سيكوياه (بالإنجليزية: Sequoyah County)‏ هي إحدى مقاطعات ولاية أوكلاهوما في الولايات المتحدة الأمريكية.

## أعلام
- رينالدو ري